# Mauro Silva
Mauro da Silva Gomes (São Bernardo do Campo, 12 de janeiro de 1968) é um ex-futebolista brasileiro que atuava como volante. Atualmente é vice-presidente da Federação Paulista de Futebol.

## Carreira

### Guarani
Iniciou sua carreira em 1985 no Guarani, onde disputou suas duas primeiras temporadas, porém sem muito destaque.
Disputou sete partidas do Campeonato Paulista, uma pelo Brasileirão e três pela Copa Libertadores, competição na qual estreou em 12 de julho de 1988, em partida contra o Universitario, no Estádio Nacional, no Peru.

### Bragantino
Em 1990, Mauro Silva foi comprado pelo Bragantino, por uma bagatela de Cr$ 100 mil (valor muito baixo para a época), treinado por Wanderlei Luxemburgo. Apesar da sua juventude e falta de experiência em pouco tempo, tornou-se em um dos principais jogadores do time. Após duas ótimas temporadas e conquista de um Campeonato Paulista, ele foi convocado para seleção pelo técnico Paulo Roberto Falcão.
Em 1991, com Carlos Alberto Parreira no banco, o time chegou perto de conquistar o Campeonato Brasileiro. Ficou em segundo lugar na primeira fase e enfrentou o Fluminense nas semifinais do campeonato, no Maracanã. Diante de 74.000 espectadores, Bragantino venceu por 1 a 0 com um gol de Franklin e com uma atuação notável de Mauro Silva, que lhe rendeu os elogios do histórico Eusébio, presente no estádio. Bragantino certificou a eliminação do Fluminense no jogo de volta, com um empate por 1 a 1. Mauro Silva também foi titular nos dois jogos da final, em que o São Paulo de Telê Santana acabou conquistando o título, após vencer por 1 a 0 no Morumbi e empatar sem gols em Marcelo Stéfani.

### La Coruña
No verão de 1992 foi comprado pelo Deportivo La Coruña, da Espanha, e apresentado juntamente com os compatriotas Donato e Bebeto, também futuras lendas do clube galego; Silva imediatamente se impõe como um homem-chave na formação do técnico Arsenio Iglesias.
Por 13 anos, no Deportivo La Coruña, da Espanha, onde foi ídolo junto a outros dois brasileiros: Bebeto e Donato. No ano de 2000, Mauro chegou a recusar uma proposta para fazer parte dos Galácticos do Real Madrid.
Encerrou sua carreira no dia 22 de maio de 2005, num jogo entre o La Coruña e o Mallorca no Estádio Riazor. É o terceiro atleta do La Coruña com maior número de partidas pelo clube, atrás somente de Fran e Manuel Pablo.

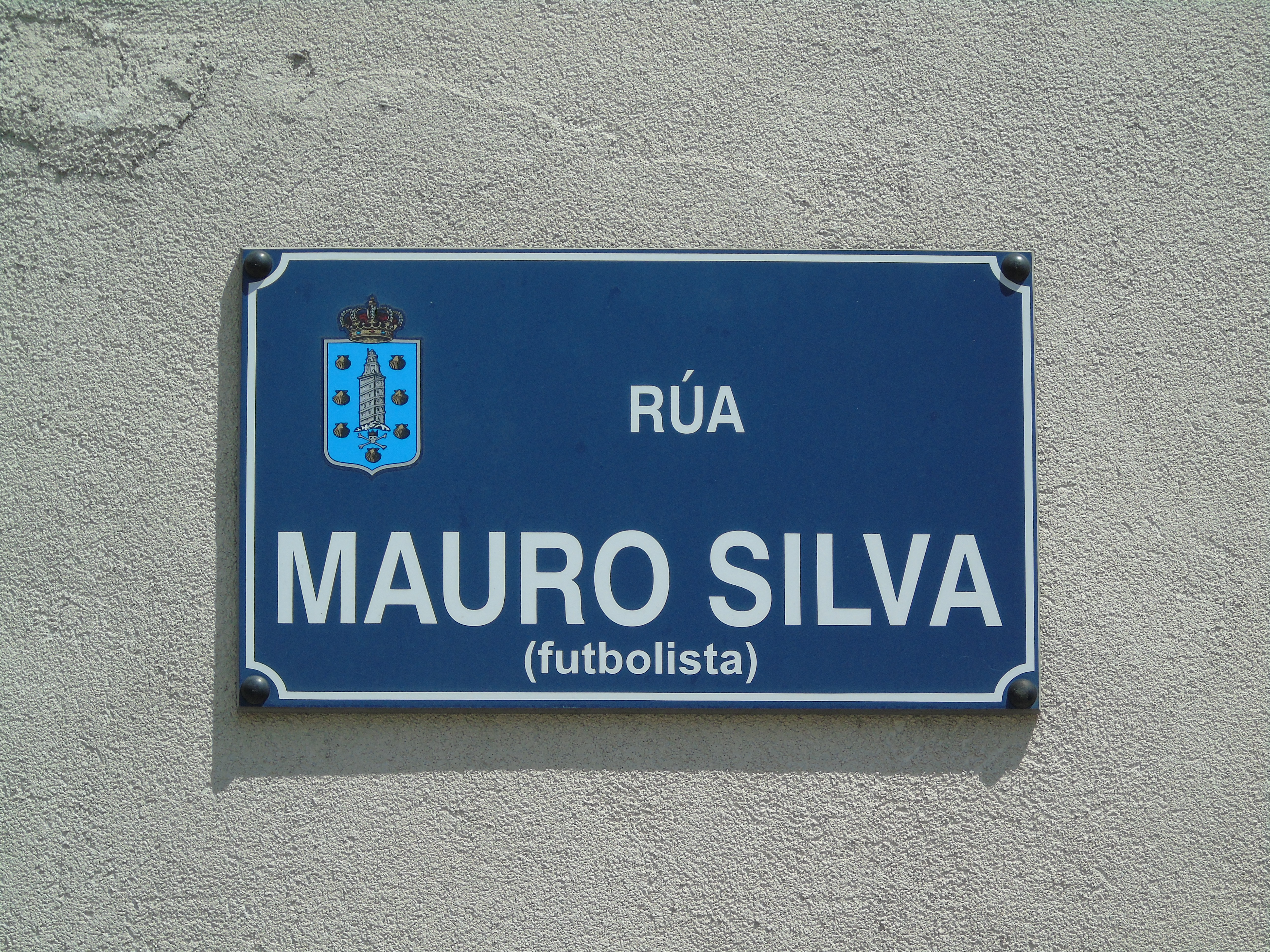
Rua Mauro Silva, em Corunha, (Galícia). Cartaz em galego.

Em dezembro de 2016, quando o Deportivo comemorou seu 110º aniversário, Mauro Silva foi escolhido pelos torcedores do clube como o melhore jogador de sua história.

#### Rua em Corunha
A sessão plenária da Câmara Municipal de Corunha aprovou a dedicação de uma rua na cidade em 2005 para Mauro Silva, mas não foi até 2018 quando entrou em vigor.

## Seleção Nacional
Pela Seleção Brasileira, Mauro Silva foi campeão da Copa do Mundo FIFA de 1994, realizada nos Estados Unidos. O volante atuou nas sete partidas, disputando um total de 616 minutos. Três anos depois esteve no grupo que conquistou a Copa América de 1997.

## Estilo de Jogo
Mauro Silva Caracterizava-se por sua grande técnica, a sua potênncia física e, sobre tudo, por sua firmeza no campo e a sua capacidade de comandar, além de sua habilidade para roubar a bola e interceptar passes, e por perder poucas vezes a posse de bola.
Indiscutível titular para treinadores e torcedores, ele converteu-se num dos melhores jogadores do mundo em sua posição. Para alguns expertos do mundo do futebol, foi um dos melhores centrocampistas defensivos da história.

## Ancestralidade
Em 2022, Mauro Silva submeteu-se a exame de ancestralidade, onde descobriu que possui uma sopa genética, onde possui 42% de ancestralidade africana, 46% de ancestralidade europeia (Península Ibérica, Itália e Sardenha), 6% de ancestralidade do Oriente Médio e 6% americana.

## Títulos
Bragantino
- Campeonato Paulista: 1990[20]
- Torneio Amizade: 1992

Deportivo La Coruña
- Copa do Rei: 1994–95 e 2001–02
- Supercopa da Espanha: 1995, 2000 e 2002
- Troféu Juan Acuña: 1998, 1999 e 2000
- La Liga: 1999–00
- Troféu Teresa Herrera: 2000, 2001, 2002, 2003 e 2004

Seleção Brasileira
- Copa do Mundo FIFA: 1994
- Copa América: 1997

### Prêmios individuais
- Bola de Ouro da revista Placar: 1991
- Bola de Prata da revista Placar: 1991 e 1992
- 9º melhor jogador do Mundo pela FIFA em 1994